# Руски етнографски музей
Руският етнографски музей в Санкт Петербург е сред най-големите етнографски музеи в Европа.
Разположен е край Държавния руски музей. Сградата на музея е построена през 1902-1913 г. по проект на архитекта Василий Фьодорович Свинин.

## Отдели
- Отдел по етнография на руския народ
- Отдел по етнография на Беларус, Украйна, Молдавия
- Отдел по етнография на народите на Северозапада и Прибалтика
- Отдел по етнография на народите на Кавказ, Средна Азия и Казахстан
- Отдел по етнография на народите на Поволжието и Приуралието
- Отдел по етнография на народите на Сибир и Далечния Изток

При музея действа също Детски етнографски център.

## История
Основан е като Етнографски отдел на Руския музей „Император Александър III“, учреден по волята и в памет на неговия баща с указ на всеруския император Николай II от 13 (25) април 1895 г. За свободно посещение обаче е открит едва през 1923 г.
Става самостоятелен музей под името Държавен музей по етнография (Государственный музей этнографии) през 1934 г. След като получава колекциите на Музея на народите на СССР в Москва, през август 1948 г. е преименуван в Държавен музей по етнография на народите на СССР (Государственный музей этнографии народов СССР). От 1992 година името му е Руски етнографски музей (Российский этнографический музей).